# Свинелупов, Михаил Георгиевич
Михаил Георгиевич Свинелупов (1903 — 1979) — заместитель народного комиссара государственной безопасности, затем министра государственной безопасности СССР по кадрам, генерал-майор (1945).

## Биография
Родился в русской семье доменщика. С сентября 1915 работал на государственном металлургическом заводе в Златоусте: рассыльным, с ноября 1917 помощником машиниста электростанции и с марта 1924 слесарем-электриком электроцеха.
С октября 1925 в войсках ОГПУ, член ВКП(б) с октября 1926. В 1931–1932 слушатель Центральной школы ОГПУ при СНК СССР. В 1932–1937 начальник учебной группы Центральной школы ОГПУ—НКВД. В 1937–1939 старший инспектор, заместитель начальника, начальник 1-го отделения Отдела кадров НКВД СССР. В 1939–1941 помощник начальника Отдела кадров НКВД СССР, помощник начальника Отдела кадров НКГБ СССР. До 1941 слушатель вечернего факультета особого назначения НКВД СССР. В 1941–1943 заместитель начальника Отдела кадров НКВД СССР. В 1943–1950 заместитель наркома—министра государственной безопасности СССР по кадрам. В течение нескольких лет (до 1950) был председателем ЦС ВФСО «Динамо». В 1951–1953 заместитель министра государственной безопасности Эстонской ССР. В 1953–1954 заместитель начальника, в марте-августе 1954 исполняющий обязанности начальника Управления Дубравного ИТЛ МВД Мордовской ССР.
14 сентября 1954 был уволен из МВД по сокращению штатов, с февраля 1955 на пенсии. Проживал в Минске, с лета 1957 в Москве, где и умер.

### Звания
- лейтенант ГБ (23 февраля 1936);
- старший лейтенант ГБ (14 апреля 1938);
- капитан ГБ (14 марта 1940);
- майор ГБ (8 августа 1941);
- полковник ГБ (14 февраля 1943);
- комиссар ГБ (27 июля 1943);
- генерал-майор (9 июля 1945).[4][5]

### Награды
- 02.07.1942 - орден «Знак Почёта»;
- 20.09.1943 - орден Красной Звезды (за выполнение заданий Правительства в годы войны);
- 07.07.1944[6] - орден Отечественной Войны 1-й степени (за выселение из Крыма татар, болгар, греков, армян);
- 03.11.1944 - орден Красной Звезды (за выслугу лет);
- 16.09.1945 - орден Красного Знамени (за обеспечение охраны и обслуживание Потсдамской конференции);
- 04.12.1945 - орден Красного Знамени (за выслугу лет);
- 24.08.1949[6] - орден Красного Знамени (за выселение из Прибалтики, Молдавии и Черноморского побережья Кавказа);
- 24.11.1950 - орден Ленина (за выслугу лет);
- 9 медалей.